# 支配者の黄昏
『支配者の黄昏』（しはいしゃのたそがれ）は、奥瀬サキによる日本の漫画作品、およびそれを原作としたOVA。奥瀬サキの「火閻魔人」の続編にあたる作品である（共に奥瀬早紀名義）。前作の年代は描かれた当時である1980年代を舞台としていたが、こちらは2019年の近未来（発行時1991年）を舞台とし、新大久保に治外法権の中華街がある、西新宿に超々高層ビル群がある、外国人が多く移住しているなど、前作にはない多少未来的な設定になっている。

## あらすじ
桃源津那美は苗字を紫擾と改め以前と変わらない容姿のまま、新たに探偵事務所を立ち上げていた。
折しも巷に「ヒトが変性しヒトを喰う」事件（警察では「連続殺人97号事件」とされる）が多発し、紫擾探偵事務所にも1人の依頼人が訪れる。橘静香と名乗った依頼人は「鬼を探して欲しい」と頼む。最近の連続殺人は静香の恋人であった蔵座英次が起こしている、英次はある夜、静香の目の前で鬼になり、静香をズタズタに犯して去った、という。
「ヒトが鬼になる」と言う現象の背後に、若者達の間に流通しているある薬品と「本物の鬼」の存在があると踏んだ津那美は調査に乗り出した。
津那美と鬼、宿敵同士の邂逅がまた一つ描かれる。

## OVA
『支配者の黄昏 TWILIGHT OF THE DARK MASTER』のタイトルで、1998年1月21日に発売。

### キャスト
- 紫擾津那美 - 関俊彦
- 橘静香 - 篠原恵美
- 晃龍 - 神谷明
- 茜龍 - 高乃麗
- 澄枯 - 石丸博也
- 工藤 - 塩沢兼人
- 高宮 - 加藤精三、高畑淳子
- 熊沢警部 - 土師孝也
- 蔵座英次 - 安井邦彦
- 木崎 - 天田益男
- 田島 - 室園丈裕
- ジャンク - 龍田直樹
- 部隊長 - 川津泰彦
- 受付嬢 - 山田美穂
- カーナビの声 - 大塚瑞恵
- ナレーション - 高畑淳子
- その他 - 遊佐浩二、丹羽紫保里、佐藤ユリ、笠原靖元

### スタッフ
- 原作 - 奥瀬サキ（「支配者の黄昏」新書館刊）
- 監督 - 新房昭之
- 脚本 - ドゥエイン・デラミコ、浦畑達彦
- 絵コンテ・演出 - 大橋誉志光
- キャラクターデザイン、作画監督 - 阿部恒
- 美術監督 - 南郷洋一
- 色彩設計 - 渋谷圭子
- 撮影監督 - 諫川弘
- 編集 - 尾形治敏、伊藤勇喜子、寺内聡
- 音響監督 - 本田保則
- 音楽 - 浦田恵司
- エグゼクティブ・プロデューサー - 山本又一朗
- プロデューサー - 丸山正雄、高橋尚子、坂本雅憲、青木弥枝美
- 制作プロデューサー - 安西武
- アニメーション制作協力 - 童夢
- アニメーション制作 - マッドハウス
- 製作 - 東映ビデオ、フィルムリンク・インターナショナル、グッドヒルヴィジョン